# Un jour...
Un jour... (titre original : Someday) est une nouvelle d'Isaac Asimov publiée pour la première fois en août 1956. Elle est disponible en France dans les recueils de nouvelles Espace vital et Nous les robots.

## Publications
La nouvelle est parue aux États-Unis en août 1956 dans Infinity Science Fiction.
Elle parait en France dans deux recueils. Pour la première fois dans Espace vital en 1972 sous le titre de Un jour puis dans Nous les robots en 1990.

## Résumé
Niccolo possède un Barde, un petit robot conçu pour créer et raconter d'innombrables contes en recombinant les éléments de sa mémoire limitée. À la fin de l'année scolaire, il le tire de la cave où il dormait pour l'écouter une dernière fois, mais il en a honte quand arrive son ami Paul Loeb. Paul est brillant, il va sans doute devenir un Grand Maître, alors que Niccolo sera un simple opérateur dans une économie entièrement informatisée.
Paul est vaniteux. Afin d'étaler son savoir, il offre à Niccolo de mettre à jour son Barde en lui faisant écouter un livre audio qu'il a justement sur lui, un traité d'informatique. Pendant ce temps, il lui explique sa dernière découverte : jadis, avant les ordinateurs, les hommes écrivaient. Paul propose à Niccolo incrédule mais ravi, de redécouvrir cet art et d'en faire la base d'une petite société secrète à leur usage.
Le livre fini, ils font un essai du Barde. Niccolo dépité constate que les histoires n'ont guère changé, et déçu, frappe durement le Barde. Paul lui promet qu'un jour ils en auront un plus évolué et qui racontera des histoires de science-fiction.
Les deux amis n'ont pas réalisé que le Barde a écouté leur conversation en même temps que le livre. Les deux garçons partis, il se met à raconter une histoire où il est question d'un pauvre petit Barde maltraité par des humains ingrats et ignares, qui découvre que le monde est en fait déjà dominé par les machines, et qui se promet qu'un jour...
La menace reste inachevée, car il disjoncte et ne peut plus que répéter ces derniers mots.